# Alison Frantz
Mary Alison Frantz (27 de septiembre de 1903-1 de febrero de 1995) fue una fotógrafa arqueológica y una erudita en arte bizantino . Es conocida por su trabajo como fotógrafa oficial de las excavaciones del Ágora de Atenas y por sus fotografías de escultura griega antigua, incluido el friso del Partenón y obras del Templo de Zeus en Olimpia .Frantz nació en Minnesota . Tras la temprana muerte de su padre, vivió brevemente en Escocia, donde se interesó por primera vez por la fotografía. Visitó Grecia por primera vez en 1925, poco después de graduarse en clásicos en el Smith College, y obtuvo una beca en la Escuela Estadounidense de Estudios Clásicos de Atenas (ASCSA) en 1929-1930. Llevó a cabo su investigación doctoral con Charles Rufus Morey y recibió su doctorado en la Universidad de Columbia en 1937.Frantz comenzó a trabajar en las excavaciones del Ágora de la ASCSA en enero de 1934. A partir de 1935, asumió una parte cada vez mayor de la fotografía de la excavación y fue nombrada fotógrafa oficial en 1939. También tomó las primeras fotografías de las tablillas del Lineal B del yacimiento micénico de Pilos, imágenes utilizadas para la primera transcripción de las tablillas y en consecuencia para el desciframiento del Lineal B. Como parte de su trabajo en las excavaciones del Ágora, excavó y restauró la Iglesia de los Santos Apóstoles, la última estructura bizantina superviviente del sitio.
Durante la Segunda Guerra Mundial, Frantz se incorporó a la Oficina de Servicios Estratégicos . Trabajó como asistente de Carl Blegen, otro arqueólogo convertido en agente, y recopiló información de inteligencia sobre los exiliados europeos en Estados Unidos. Formó parte de una comisión aliada para observar las elecciones griegas de 1946, trabajó para el Servicio de Información de Estados Unidos y posteriormente fue agregada cultural de la embajada de Estados Unidos en Atenas. En esta capacidad, estableció el Programa Fulbright en Grecia.
Frantz abandonó las excavaciones del Ágora en 1964. Su trabajo posterior consistió en gran medida en colaboraciones con arqueólogos como Gisela Richter, Martin Robertson y Bernard Ashmole . En 1967, excavó una tumba romana en Sikinos, anulando su identificación tradicional como templo. Sus publicaciones incluyeron algunas de las primeras investigaciones arqueológicas sobre la Grecia otomana, así como fotografías de esculturas arcaicas kore, arquitectura bizantina y artefactos de la Edad del Bronce del Egeo . Fue considerada una de las fotógrafas más destacadas de las antigüedades griegas antiguas y su trabajo ha sido citado como una gran influencia en la erudición y la recepción popular de la Grecia clásica.

## Primeros años y educación

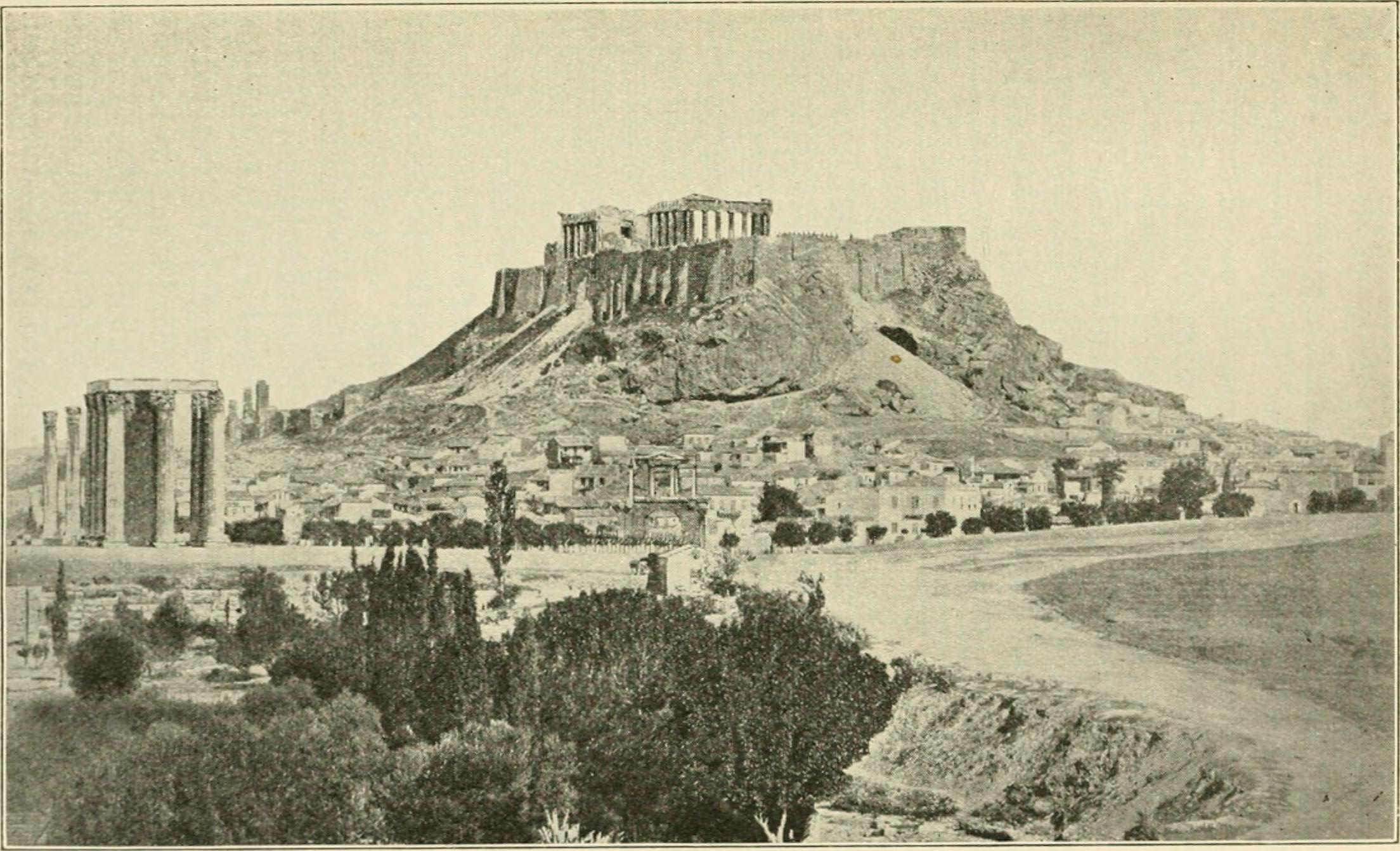
Atenas, con la Acrópolis al fondo, fotografiada en 1922, tres años antes de la primera visita de Frantz a la ciudad.

Mary Alison Frantz  nació el 27 de septiembre de 1903 en Duluth, Minnesota, la menor de cinco hermanos. [2] Su padre, editor de un periódico, murió poco después de neumonía ;  su madre escocesa, Mary Kate Frantz, trasladó a la familia a Edimburgo.  Frantz recibió allí su primera cámara, como regalo de su hermano.  Más tarde describió la experiencia, a la edad de cinco años, de ver a su hermano revelar fotografías en un cuarto oscuro como un catalizador temprano de su interés en el tema.  Después de dos años, la familia regresó a Estados Unidos. Su madre instaló a la familia en Princeton : Frantz atribuyó más tarde esta decisión a la proximidad de la Universidad de Princeton, aunque dijo que estaba destinada "a [sus] hermanos, por supuesto". 
Frantz se graduó con una licenciatura en clásicos del Smith College, una universidad de artes liberales para mujeres en Massachusetts, en 1924.  Entre sus profesores en Smith se encontraba el historiador del arte Clarence Kennedy, cuyo uso de la fotografía para registrar esculturas antiguas y renacentistas, con el objetivo de minimizar el estilo personal en favor de la precisión documental, influyó en el trabajo posterior de Frantz.  Posteriormente pasó el año académico 1924-1925 como miembro de la Academia Estadounidense en Roma .  Durante este tiempo realizó su primera visita a Grecia,  en un breve viaje organizado por el director de la Academia, Gorham P. Stevens, y su esposa griega, Annette Notaras. Frantz no disfrutó de la visita, que duró poco más de un mes entre abril y mayo. 1925; le escribió a su madre que "Roma [era] muy superior a Atenas, excepto por la Acrópolis ". 
Entre 1927 y 1929, Frantz trabajó en la Universidad de Princeton para el historiador Charles Rufus Morey, investigando para su Index of Christian Art . [11] Regresó brevemente a Grecia en el otoño de 1927 y visitó a Priscilla Capps en su casa de Atenas. Capps era una compañera graduada del Smith College e hija de Edward Capps, presidente del comité directivo de la Escuela Estadounidense de Estudios Clásicos de Atenas (ASCSA).  Ella y Frantz viajaron a Meteora en el norte de Grecia, que Frantz describió en una carta como "el lugar más asombroso que jamás haya visto".  Frantz llevó a cabo sus estudios de doctorado sobre arte bizantino con Morey, [13] un prolífico supervisor de eruditos bizantinos y conducto para el movimiento de eruditos jóvenes entre Princeton y la ASCSA. Como Princeton no aceptaba mujeres como estudiantes, el doctorado de Frantz fue otorgado, en 1937, por la Universidad de Columbia . [14] Se refirió sarcásticamente al período bizantino, entonces fuera de moda erudita, como "el período sucio". 
En 1929, Frantz fue nombrado uno de los primeros becarios de la ASCSA. [15] Pasó el año académico 1929-1930 trabajando como bibliotecaria en la ASCSA,  durante el cual tomó sus primeras fotografías de monumentos griegos antiguos.  Vivía en una habitación que Priscilla Capps le había asegurado en el hotel Miramare Palace en Old Phaleron .  Visitó Salónica en 1930, donde realizó un recorrido por la Basílica de San Dimitrios, una iglesia bizantina que data del siglo VII. CE, de Aristotelis Zachos, el arquitecto que había restaurado la basílica tras su destrucción por un incendio en 1917. 

## Carrera

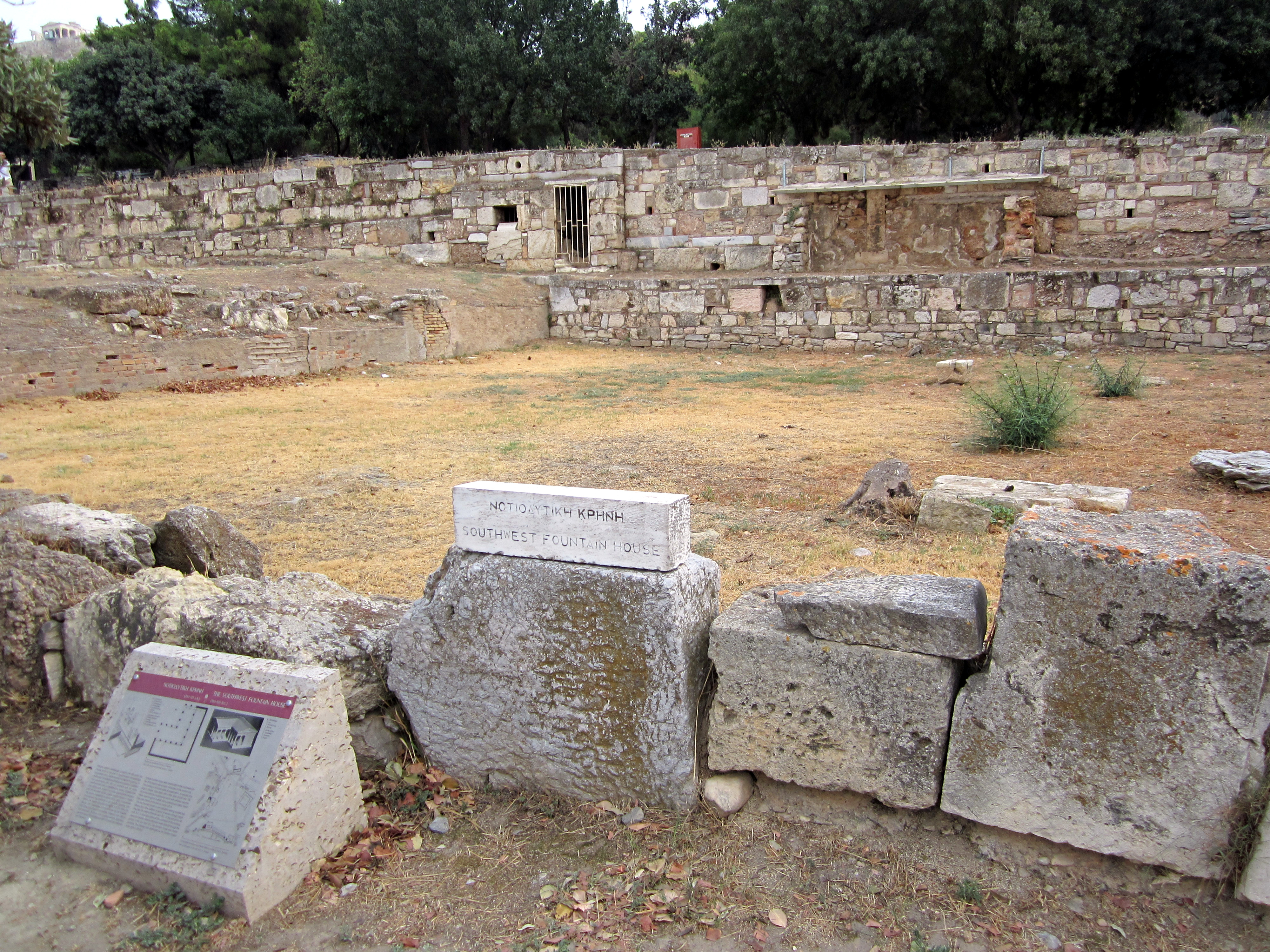
Restos de la Casa de la Fuente del Suroeste en el Ágora, descubiertos en 1934 – el año en que Frantz se unió a las excavaciones

Frantz comenzó su carrera en las excavaciones del Ágora de Atenas, realizadas por la ASCSA, en enero de 1934.  Inicialmente ayudó a Lucy Talcott, secretaria de registros de la excavación, en el Departamento de Registros.  Durante gran parte de su trabajo en las excavaciones del Ágora, Frantz fue voluntaria no remunerada.  Durante la década de 1930, trabajó principalmente en pintura bizantina e hizo un estudio de los frescos de varias iglesias. – demolido poco después – que fue ilustrado por el artista y dibujante Piet de Jong .  En 1935, ella y Talcott visitaron la casa del artista griego de vanguardia Photis Kontoglou, donde Frantz y Kontoglou discutieron las técnicas de pintura al fresco. 
El fotógrafo oficial de la excavación del Ágora fue Herman Wagner, miembro del Instituto Arqueológico Alemán de Atenas . También trabajó en otras funciones de excavación; A partir de 1935, Frantz asumió cada vez más la responsabilidad de la documentación fotográfica del proyecto. Se le otorgó el título de fotógrafa oficial cuando Wagner renunció en 1939. [24] [lower-alpha 1] Justo antes de la Segunda Guerra Mundial, Frantz fotografió en dos días más de seiscientas tablillas inscritas en el Lineal B del sitio micénico de Pylos, traídas a Atenas por su excavador, Carl Blegen, para su custodia en el Banco de Grecia .  En 1940 se entregó un conjunto de copias de las fotografías a la Universidad de Cincinnati, donde trabajaba Blegen, y fueron utilizadas por Emmett L. Bennett para realizar la primera transcripción y edición de las tablillas, que publicó en 1951.  El obituarista de Frantz, James R. McCredie, atribuyó a sus fotografías el mérito de haber permitido el desciframiento del Lineal B por Michael Ventris en 1952. 

## Segunda Guerra Mundial y secuelas

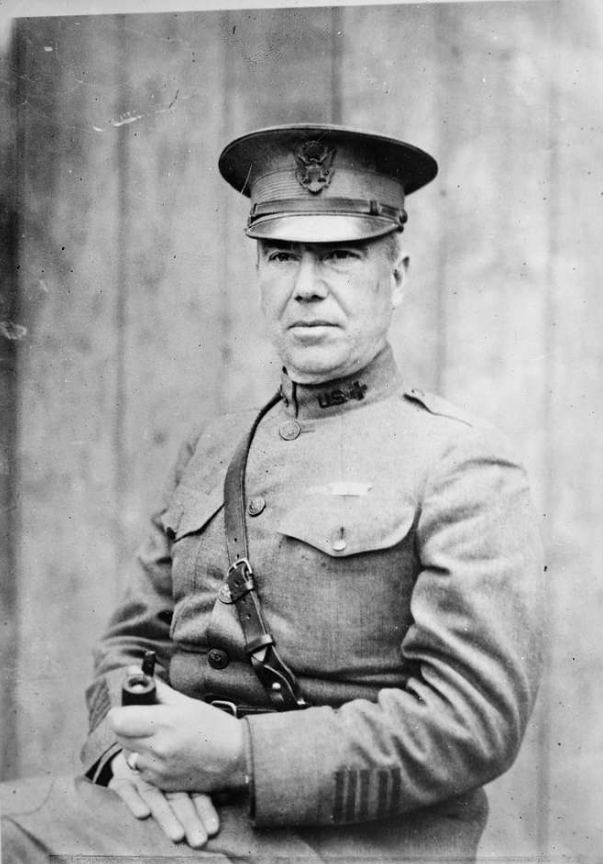
Edward Capps, presidente del comité directivo de ASCSA y colega de Frantz en el Comité Escolar Estadounidense de Ayuda a Grecia, fotografiado en 1920

Tras la invasión italiana de Grecia en octubre de 1940, se suspendieron los trabajos arqueológicos en el país.  Varios arqueólogos de la ASCSA, dirigidos por Rodney Young y Benjamin Meritt, fundaron el Comité Escolar Americano de Ayuda a Grecia, que compró ambulancias para enviarlas a las fuerzas griegas. Frantz se unió al comité junto con T. Leslie Shear, que había trabajado con ella en las excavaciones del Ágora, Talcott, Edward Capps, George Elderkin, Hetty Goldman y Oscar Broneer . El comité organizó un concierto benéfico para recaudar fondos; Frantz y Talcott también colaboraron en un libro de fotografías, This Is Greek . Los derechos de autor de la obra, publicada en 1941, se utilizaron para el trabajo del comité.  A finales de enero de 1942, el comité había distribuido 24.500 dólares ( 456868 ) para ayuda a Grecia. 
Frantz se mudó a Washington D. C., donde se convirtió en miembro del instituto de investigación Dumbarton Oaks .  En el verano de 1941, ella y Young recibieron una subvención de 1.000 dólares ( 20715 ) para compilar un índice de los primeros diez volúmenes de Hesperia, la revista académica de la escuela. Young abandonó el proyecto y se unió a la Oficina de Servicios Estratégicos, la agencia de inteligencia de Estados Unidos, más tarde ese año. Frantz terminó de crear un conjunto de fichas alfabéticas, que cubrían casi toda la parte inglesa del índice, antes de unirse a la OSS en el verano de 1942. [31]
Frantz y Young estuvieron entre varios arqueólogos, incluidos los estadounidenses Blegen, Meritt y Shear y el británico Alan Wace, que sirvieron en los servicios de inteligencia aliados en Grecia.  Meritt, entonces jefa de la sección griega de la Sección de Nacionalidades Extranjeras (FNB) de la organización, la recomendó a la OSS, para quien había trabajado a tiempo parcial como indexadora en el Instituto de Estudios Avanzados de Princeton.  En la OSS, inicialmente trabajó en la rama de Investigación y Análisis (R&A), antes de pasar más tarde, en 1942, a trabajar como asistente y analista política para Blegen,  quien sucedió a Meritt en septiembre de ese año.  La FNB tenía la tarea principal de entrevistar a personas residentes en los Estados Unidos de grupos étnicos europeos y mediterráneos, y entrevistaría y registraría sus puntos de vista sobre la política y la situación de sus países de origen. El título oficial de Frantz era Analista Junior de Ciencias Sociales; su trabajo se centró principalmente en entrevistar a exiliados políticos de la Europa ocupada por los alemanes .  Ella y Blegen vivían en Washington D. C., y ella permaneció con Blegen cuando él pasó a dirigir la sección de Idiomas Varios de la FNB. [36] A finales de 1942, Blegen fue nombrado jefe de la Cancillería del FNB; Frantz una vez más se mudó con él y fue ascendido a analista político senior.  En 1944, James Murphy, jefe de la División de Contraespionaje X-2 de la OSS, intentó sin éxito reclutar a Franz para trabajos de contrainteligencia. 

### Servicio gubernamental de posguerra
Después del final de la guerra, la ACSCA se utilizó como conducto para la política estadounidense en Grecia, en particular para la implementación del Plan Marshall de ayuda económica.  En 1946, junto con Blegen, Frantz fue nombrado miembro de la Misión Aliada para la Observación de las Elecciones Griegas (AMFOGE), una organización de observadores y estadísticos enviada por Gran Bretaña, Francia y Estados Unidos para garantizar la imparcialidad de las elecciones de ese año, celebradas el 31 de marzo., al Parlamento helénico .  Frantz llegó a Atenas el 8 de enero, donde ella y Blegen, con sede en la casa de este último en el número 9 de la calle Ploutarchou, crearon un curso de formación en historia, política y cultura griegas para los demás miembros estadounidenses de la AMFOGE. Los dos impartieron el curso en Nápoles en febrero siguiente, tiempo durante el cual aprendieron en primeros auxilios, lectura de mapas y acondicionamiento físico, así como en cómo conducir y reparar un Jeep . 
Frantz volvió a las excavaciones del Ágora cuando se reanudaron en la primavera de 1946.  Trabajó brevemente, en el mismo año, para el Servicio de Información de Estados Unidos, la agencia de asuntos públicos de Estados Unidos en el exterior.  Entre 1946 y 1949, se desempeñó como agregada cultural de la embajada de Estados Unidos en Atenas, reemplazando a Blegen en el cargo.  En esta capacidad, estableció el Programa Fulbright en Grecia, que envió diez académicos y ocho investigadores senior a la ASCSA en 1949, [46] y desempeñó un papel importante en la restauración de la Orquesta Sinfónica de Atenas.  A lo largo de la década de 1950, pronunció conferencias en la Grecia bizantina. – en ese momento, un área que rara vez se enseñaba en las universidades de EE. UU. o en los cursos de la ASCSA – para estudiantes y académicos visitantes. 

## Carrera posterior

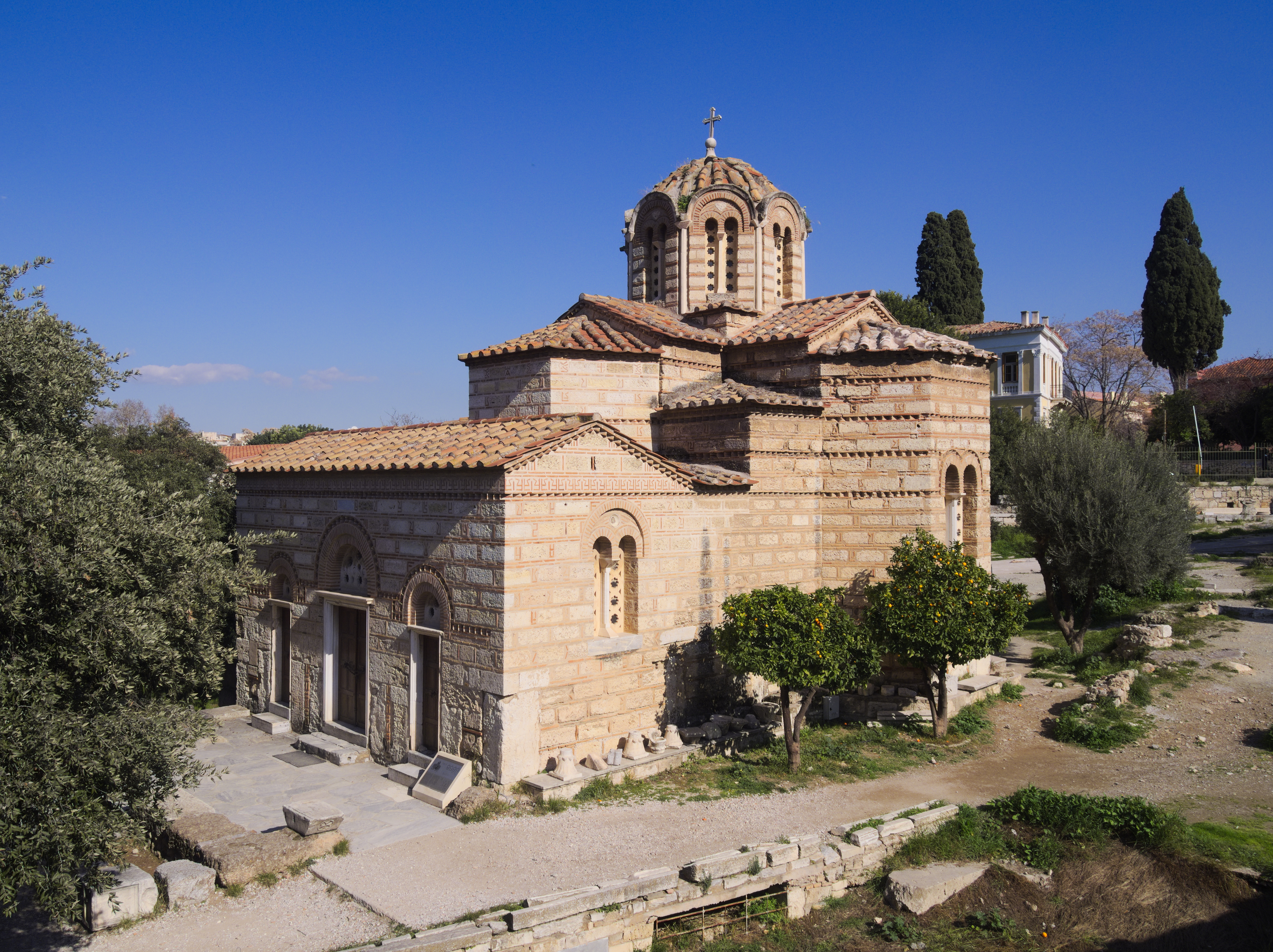
La Iglesia Bizantina de los Santos Apóstoles en el Ágora de Atenas, restaurada por Frantz y John Travlos en 1954-1957

Entre 1954 y 1957,  Frantz y el arqueólogo John Travlos supervisaron la restauración de la Iglesia de los Santos Apóstoles, construida alrededor de 1100 y el único edificio bizantino superviviente en el Ágora.  Esto incluyó la excavación completa del edificio por parte de Frantz, así como la retirada de un nártex del siglo XIX.  Alrededor de 1958, ella y el historiador del arte Rhys Carpenter escalaron el Monte Pentelicus, guiados por Homer Thompson, el director de las excavaciones del Ágora, para fotografiar una colosal estatua de mármol inacabada cerca de la cumbre.  En 1963-1964, excavó las ruinas de la Iglesia de San Dionisio el Areopagita, del siglo XVI, en la vertiente norte del Areópago . [53]Frantz siguió siendo el fotógrafo oficial de las excavaciones del Ágora hasta 1964.  Dejó el proyecto para volver a vivir en Princeton y centró su trabajo en colaborar en libros con otros arqueólogos. Esto incluyó viajar a Olimpia con el arqueólogo británico Bernard Ashmole y el arqueólogo griego Nicholas Yalouris, donde fotografió las esculturas del Templo de Zeus . [54] Frantz consideró su trabajo en esta expedición como el mejor de su carrera. 
En 1966, Frantz visitó la isla griega de Sikinos durante dos días, durante los cuales cuestionó correctamente la identificación de lo que entonces se conocía como el Templo de Apolo Pythius en la isla. Obtuvo permiso del Servicio Arqueológico Griego para excavar la estructura: ella, Travlos y Thompson regresaron la última semana de mayo de 1967 para hacerlo. Su trabajo reveló que el llamado templo era en realidad una monumental tumba romana, que data del siglo II al III. CE. [56] En octubre-noviembre se llevó a cabo una exposición de fotografías de Frantz en Smith College. 1967.  La última exposición se centró en sus imágenes de artefactos minoicos y micénicos de Creta : su trabajo en este campo incluyó imágenes del sarcófago de Hagia Triada . [58]
El historiador arqueológico Kostis Kourelis ha sugerido que Frantz, después de su regreso a los Estados Unidos, intentó establecerse como una fotógrafa de bellas artes en lugar de producir documentación arqueológica: señala que sus últimas fotografías de excavación fueron tomadas en 1968.  En 1975 colaboró con el clasicista británico Martin Robertson en su monografía sobre el friso del Partenón .  Smith College organizó otra exposición de su trabajo en 1984, que incluía fotografías de sus gatos junto con material arqueológico más convencional.  Frantz sufrió un derrame cerebral en 1994, que afectó su habla y movimiento.  El 27 de enero de 1995, fue atropellada por un camión cerca de su casa en Princeton; Murió el 1 de febrero en el Hospital Universitario Robert Wood Johnson en New Brunswick . 

## Evaluación y legado

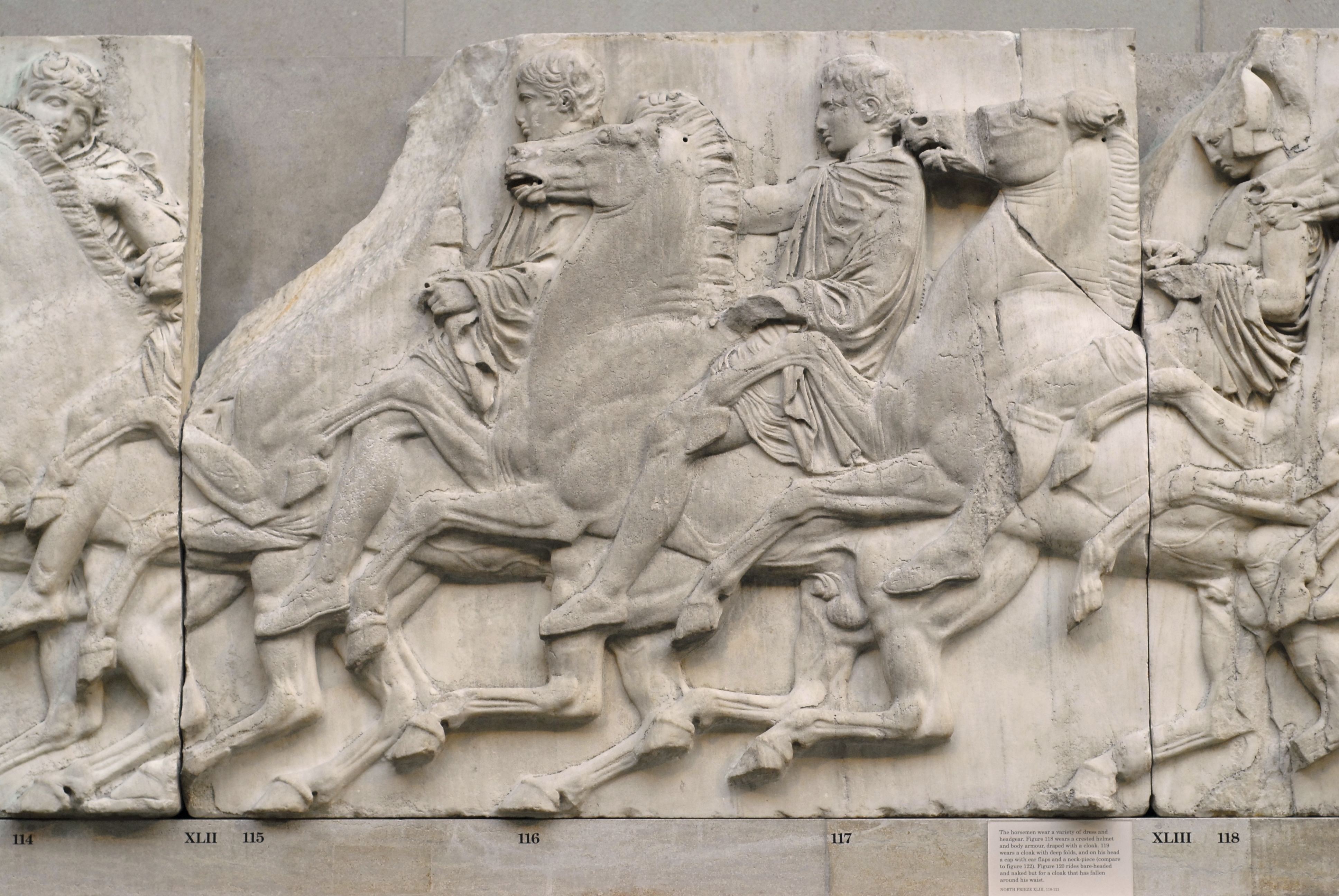
Parte de la sección norte del friso del Partenón. Frantz fotografió la mayoría de las esculturas supervivientes del friso para la monografía de Martin Robertson de 1975.

Un obituario del New York Times describió a Frantz como "uno de los fotógrafos arqueológicos más destacados de sitios y antigüedades griegas".  La calidad de sus fotografías de las tablillas de Pylos Linear B fue elogiada por investigadores como Ventris, John Chadwick y Sterling Dow, para quienes las fotografías fueron el único medio de estudiar las tablillas durante la Segunda Guerra Mundial, ya que los originales se mantenían en un lugar seguro. en Atenas. [63] En 2005, el arqueólogo John K. Papadopoulos la incluyó entre los fotógrafos más destacados de monumentos griegos antiguos.  John Camp, que dirigió las excavaciones del Ágora, fue citado poco antes de la muerte de Frantz diciendo que "cuando uno piensa en las grandes fotografías de los últimos cincuenta años, me viene a la mente el nombre de un solo individuo: Alison Franz".  Frantz contribuyó con frecuencia con fotografías a las publicaciones de Gisela Richter, una historiadora del arte cuyas obras, en palabras de Elizabeth Bartman, "definieron el estudio del arte griego para los lectores anglófonos durante gran parte del siglo XX". Frantz trabajó en la Antigüedad tardía en un momento en que el campo sufría de abandono académico general: sus biógrafas Amy Papalexandrou y Marie Mauzy le han atribuido el mérito de haber contribuido a la reevaluación del período desde uno de "degeneración" hasta un campo de investigación respetable.  Kourelis escribe que ella "creó por sí sola un campo de estudios bizantinos" para su trabajo en el Ágora.  En su historia de las mujeres en las excavaciones del Ágora, Susan I. Rotroff y Robert D. Lamberton describieron a Frantz como una adelantada a su tiempo en su defensa de un enfoque diacrónico del proyecto, en contraposición al enfoque singular en el período clásico entonces dominante. en arqueología griega.  Su artículo de 1942 sobre la cerámica otomana en las excavaciones del Ágora fue uno de los primeros en centrarse en ese período de la arqueología griega y el primero en manejar exclusivamente material otomano; siguió siendo uno de los pocos en hacerlo hasta la década de 1970. [67] La arqueóloga Joanita Vroom ha incluido a Frantz, junto con su colega de ASCSA Frederick Waagé, como uno de "los primeros pioneros" de la arqueología otomana en Grecia. 
Frantz fue una de las relativamente pocas mujeres que trabajó profesionalmente en fotografía o arqueología durante su vida.  Es más famosa por sus fotografías del friso del Partenón y de las esculturas del Templo de Zeus en Olimpia.  El archivo de fotografías y negativos de Frantz se divide entre la Escuela Americana de Estudios Clásicos  y la Universidad de Princeton.  De acuerdo con las instrucciones de Frantz, la ASCSA recibió las obras que consideraba útiles para los arqueólogos clásicos y los historiadores del arte, mientras que la Biblioteca Firestone de Princeton recibió sus fotografías personales.  La mayoría de ellos estaban inéditos hasta entonces; En un artículo en The Princeton University Library Chronicle, Patricia H. Marks llamó al archivo Frantz "el sueño de un arqueólogo". En 1967, Smith College otorgó a Frantz una medalla al graduado más destacado de su programa de humanidades. Fue elegida miembro de la Sociedad Filosófica Estadounidense en 1973.  La ASCSA otorga una beca en honor de Frantz, disponible para estudiantes que trabajan en la Grecia posclásica.  En 2023, la habitación Frantz en Loring Hall, el albergue de ASCSA para estudiantes visitantes, recibió su nombre. 

## Publicaciones Seleccionadas

### Como autor
- Frantz, Alison (1934). «Byzantine Illuminated Ornament: A Study in Chronology». The Art Bulletin 16 (1): 42-101. doi:10.2307/3045526.
- Frantz, Alison (1935). «Late Byzantine Paintings in the Agora». Hesperia 4 (3): 442-469.
- Frantz, Alison (1938). «Middle Byzantine Pottery in Athens». Hesperia 7 (3): 429-467.
- Frantz, Alison (1940). «Digenis Akritas: A Byzantine Epic and Its Illustrators». Byzantion 15: 87-91.
- Frantz, Alison (1941). «Akritas and the Dragons». Hesperia 10 (1): 9-13.
- Frantz, Alison (1941). «St. Spyridon: The Earlier Frescoes». Hesperia 10 (1): 193-198. Consultado el 3 de febrero de 2024.
- Frantz, Alison (1942). «Turkish Pottery from the Agora». Hesperia 11 (1): 1-28. Consultado el 3 de febrero de 2024.
- Frantz, Alison (1944). «Charles H. Morgan, II: The Byzantine Pottery (Corinth, Vol. XI), Harvard University Press, Cambridge, Mass., 1942. Pp. xv + 373; Figs. 226, Pls. LIII and Frontispiece. $15.00». The Art Bulletin 26 (1): 58-60. doi:10.1080/00043079.1944.11409386.
- Frantz, Alison (1950). «Truth Before Beauty: Or, The Incompleat Photographer». Archaeology 3 (4): 202-214.
- Frantz, Alison (1952). «A Province of the Empire: Byzantine Churches in Greece». Archaeology 5 (4): 236-243.
- Frantz, Alison (1954). «The Church of the Holy Apostles at Athens». Byzantion 24 (2): 513-520.
- Frantz, Alison (1961). The Middle Ages in the Athenian Agora. Excavations of the Athenian Agora: Picture Books 7. Princeton: The American School of Classical Studies at Athens. ISBN 9780876616079. Consultado el 20 de enero de 2024.
- «From Paganism to Christianity in the Temples of Athens». Dumbarton Oaks Papers 19 (4): 185, 187-205. 1965. doi:10.2307/1291230.
- Frantz, Alison (1967). A Land Called Crete: Photographs of Minoan and Mycenaean Sites by Alison Frantz. Northampton: Smith College Museum of Art. OCLC 1947239.
- Frantz, Alison (1971). The Church of the Holy Apostles. The Athenian Agora 20. Princeton: The American School of Classical Studies at Athens. Consultado el 20 de enero de 2024.
- «Pagan Philosophers in Christian Athens». Proceedings of the American Philosophical Society 119 (1): 29-38. 1975.
- «Did Julian the Apostate Rebuild the Parthenon?». American Journal of Archaeology 83 (4): 395-401. 1979. doi:10.2307/504138.
- Frantz, Alison (1982). «The Date of the Phaidros Bema in the Theater of Dionysos». Studies in Athenian Architecture, Sculpture and Topography Presented to Homer A. Thompson. Hesperia Supplements 20. Princeton: American School of Classical Studies at Athens. pp. 34-39, 194-195. OCLC 8050699. doi:10.2307/1353943.
- «Multum in Parvo: The Aegean Island of Sikinos». Proceedings of the American Philosophical Society 127 (2): 71-83. 1983.
- Frantz, Alison (1988). Late Antiquity A.D. 267–700. The Athenian Agora 24. Princeton: The American School of Classical Studies at Athens. Consultado el 20 de enero de 2024.[lower-alpha 2]

### Como coautor
- Frantz, Alison; Thompson, Homer A.; Travlos, John (1969). «The 'Temple of Apollo Pythios' on Sikinos». American Journal of Archaeology 73 (4): 397-422. doi:10.2307/503997.
- Talcott, Lucy; Frantz, Alison (1941). This Is Greece. New York: Hastings House.
- Travlos, John; Frantz, Alison (1965). «The Church of St. Dionysios the Areopagite and the Palace of the Archbishop of Athens in the 16th Century». Hesperia 34 (3): 157-202. Consultado el 3 de febrero de 2024.

### Como fotógrafo
- Alsop, Joseph (1970). From the Silent Earth: A Report on the Greek Bronze Age. London: Penguin. ISBN 0140211667.
- Ashmole, Bernard; Yalouris, Nicholas (1967). Olympia: The Sculptures of the Temple of Zeus. London: Phaidon. OCLC 11444853.
- Lamberton, Robert D.; Rotroff, Susan I. (1985). Birds of the Athenian Agora. Excavations of the Athenian Agora: Picture Books 22. Princeton: American School of Classical Studies at Athens. ISBN 0876616279.
- Richter, Gisela M. (1961). The Archaic Gravestones of Attica. London: Phaidon. OCLC 503994781.
- Richter, Gisela M. (1968). Korai: Archaic Greek Maidens. London: Phaidon. OCLC 473818998.
- Robertson, Martin (1975). The Parthenon Frieze. London: Phaidon. ISBN 0714816590.
- Thompson, Dorothy Burr (1959). Miniature Sculpture from the Athenian Agora. Excavations of the Athenian Agora: Picture Books 3. Princeton: American School of Classical Studies at Athens.
- Thompson, Homer A. (1959). The Stoa of Attalos II in Athens. Excavations of the Athenian Agora: Picture Books 2. Princeton: American School of Classical Studies at Athens.